# Elisabeth Brookeová
Elisabeth Brookeová (25. června 1526 – 2. dubna 1565), přezdívaná „Bess“, byla anglická šlechtična, dvorní dáma lady Jane Dudleyové, vikomtesy Lisleové, hraběnky z Warvicku a vévodkyně z Northumberlandu, královny Kateřiny Parrové, dříve lady Latimerové a později i manželkou lorda Williama Parra, markýze z Northamptonu.

## Biografie

### Narození a mládí
Narodila se jako dcera lorda George Brookea (1497–1558), barona z Cobhamu a lady Anne Brayové (1500–1558), jeho ženy a baronky z Cobhamu. Společně se svými sourozenci byla vychovávána na hradě Cowling v Kentu. Říkalo se o ní, že je neobyčejně půvabná a inteligentní. Zvláště její matka dbala na to, aby se dětem dostalo řádného hudebního vzdělání.

### U dvora
Ke dvoru se dostala poprvé na hostině, kterou pořádal král Jindřich VIII. Tudor pro mladé dámy, mezi nimiž dychtil najít si náhradu za popravenou královnu Kateřinu Howardovou. Poté, co Elisabeth vzbudila králův zájem, raději odjela zpět domů do Kentu, než by se byla musela provdat za stárnoucího monarchu. Znovu se vrátila ke dvoru až jako dvorní dáma lady Jane Dudleyové, vikomtesy Lisleové. U dvora se krátce poté seznámila s lordem Williamem Parrem (1513–1571), baronem z Kendalu. Plány na sňatek však byly přerušeny nepříjemným zjištěním – lord z Kendalu už totiž jednou ženatý byl, s lady Anne Bourchierovou. Toto manželství bylo sice anulováno (kvůli její nevěře), nicméně dokud lady Anne žila, nemohl se lord Parr znovu oženit.

#### Sňatek
Elisabeth souhlasila se žádostí o ruku od anglického šlechtice, sira Harryho Dudleye. Krátce po jeho tragickém úmrtí byly přijata do družiny královny Kateřiny Parrové. Coby dvorní dáma se pak tajně provdala za lorda Williama Parra.

### Další osudy
Nakonec se uznání legitimnosti svého sňatku dočkala až po smrti krále Jindřicha, za krále Eduarda VI. Stala se tak markýzou z Northamptonu a jednou z nejvýše postavených žen v Anglii. Po Eduardově smrti na trůn nastoupila panovnice Marie I. Tudorovna (zvaná Krvavá). Oddaná katolička zrušila platnost manželství, schváleného za dob anglikánské církve, poslala Elisabeth za ovdovělou královnou Kateřinou a lorda Parra nutila k usmíření s Anne Bourchierovou. Kromě toho byli již oba v nemilosti, jelikož se pokoušeli na trůn dosadit „devítidenní“ královnu Janu Greyovou. Jenže po smrti Marie na trůn nastoupila královna Alžběta I. Anglická. Elisabeth se s novou královnou už v minulosti několikrát setkala a zřejmě mezi oběma panovaly přátelské vztahy. Nakonec tedy bylo manželství opět právoplatně uznáno.

### Úmrtí
Elisabeth Brookeová zemřela v roce 1565 na rakovinu prsu. Nezanechala po sobě žádné potomky. Její ovdovělý manžel poté na příkaz královny Alžběty počkal, dokud nezemřela Anne Bourchierová (jeho vůbec první žena) a poté se oženil znovu se ženou, Elisabeth velmi podobnou. Zemřel záhy poté v roce 1571.